# Byers (Texas)
Byers é uma cidade localizada no estado norte-americano do Texas, no Condado de Clay.

## Demografia
Segundo o censo norte-americano de 2000, a sua população era de 517 habitantes. 
Em 2006, foi estimada uma população de 521, um aumento de 4 (0.8%).

## Geografia
De acordo com o United States Census Bureau tem uma área de 
2,6 km², dos quais 2,5 km² cobertos por terra e 0,1 km² cobertos por água.

## Localidades na vizinhança
O diagrama seguinte representa as localidades num raio de 24 km ao redor de Byers. 